# Tyrone Hill (Musiker)
Tyrone Hill (* 22. Oktober 1948 in North Philadelphia; † 11. März 2007 in East Mount Airy, Philadelphia) war ein US-amerikanischer Jazzmusiker (Posaune).

## Leben und Wirken
Hill wuchs in der Gegend zwischen der 17. und York Street von Philadelphia auf; er besuchte die Gillespie Middle School, wo er Posaune lernte. Nach seinem Abschluss 1966 an der Benjamin Franklin High School studierte er vier Jahre lang Posaune an der damaligen Combs School of Music in Chestnut Hill. Bis 1970 spielte er im Uptown Theatre Orchestra und in verschiedenen Rhythm-&-Blues-, Jazz- und Popbands in Philadelphia und New York. Dort arbeitete er außerdem mit dem Sänger Billy Paul, der 1972 einen Grammy Award für „Me and Mrs. Jones“ gewann. Hill war acht Jahre lang der musikalischer Leiter für Billy Paul und tourte mit ihm auch durch Europa.
In den späten 1970er-Jahren spielte Hill in Philadelphia in der John Minnis Big Bone Band, mit der auch erste Aufnahmen entstanden. In dieser Zeit trat er dem Sun Ra Arkestra bei. Hill führte die Band oft in Stücken wie „Discipline 27-II“ an. Er spielte Posaune auf mehr als 40 Alben des Sun Ra Arkestra und nahm mit Out of the Box (1997) und Soul-Etude (1999) zwei Alben unter eigenem Namen auf, die auf dem Label CIMP veröffentlicht wurden. 
Hill wirkte außerdem bei Aufnahmen von Terry Adams sowie des Change of the Century Orchestra  und des Tentetts von Jemeel Moondoc (Jus Grew Orchestra Live at the Vision Festival, Spirit House) mit. Im Bereich des Jazz war er laut Tom Lord zwischen 1975 und 2005 an 53 Aufnahmesessions beteiligt, zuletzt mit Elliott Levin.

## Diskographische Hinweise
- Sun Ra and His Arkestra: Celestial Love (1984)
- Out of the Box (1997), mit Marshall Allen, Jason Oettel, Samarai Celestial (alias Eric Walker)
- Tyrone Hill & Elliott Levin Quartet: Soul-Etude (1999), mit Elliott Levin, Howard Cooper, Ed Watkins
- Elliott Levin/Tyrone Hill Quartet: A Fine Intensity (CIMP, 1999), mit Howard Cooper, Ed Watkins
- Elliott Levin/Marshall Allen/Tyrone Hill: Opportunities & Advantages (CIMP, 2000) dto.